# Campeonato Asiático de Judo de 2022
El XXX Campeonato Asiático de Judo se celebró en Nursultán (Kazajistán) entre el 4 y el 7 de agosto de 2022 bajo la organización de la Unión Asiática de Judo.
En total se disputaron catorce pruebas diferentes, siete masculinas y siete femeninas.

## Resultados

### Masculino
| Evento  | Oro                               | Plata                          | Bronce                                                                 |
| ------- | --------------------------------- | ------------------------------ | ---------------------------------------------------------------------- |
| –60 kg  | Ryuju Nagayama Japón              | Kim Won-Jin Corea del Sur      | Magzhan Shamshadin · Kazajistán · Yang Yung-Wei · China Taipéi         |
| –66 kg  | Yondonperenlein Basjüü Mongolia   | Ryoma Tanaka Japón             | Gusman Kyrgyzbayev · Kazajistán · Mujriddin Tilovov · Uzbekistán       |
| –73 kg  | Daniyar Shamshayev · Kazajistán   | Murodjon Yo'ldoshev Uzbekistán | Obidjon Nomonov · Uzbekistán · Chyngyzjan Sagynaliev · Kirguistán      |
| –81 kg  | Takeshi Sasaki Japón              | Shodmon Rizoev Tayikistán      | Somon Majmadbekov · Tayikistán · Nugzar Tatalashvili · Emiratos Árabes |
| –90 kg  | Sanshiro Murao Japón              | Erlan Sherov · Kirguistán      | Gantulga Altanbagana · Mongolia · Didar Jamza · Kazajistán             |
| –100 kg | Dzhafar Kostoev · Emiratos Árabes | Islam Bozbayev · Kazajistán    | Nurlyjan Sharjan · Kazajistán · Batjuyag Gonchigsuren · Mongolia       |
| +100 kg | Kokoro Kageura Japón              | Temur Rajimov Tayikistán       | Bekmurod Oltiboev Uzbekistán Shojruh Bajtiyorov Uzbekistán             |

### Femenino
| Evento | Oro                           | Plata                           | Bronce                                                       |
| ------ | ----------------------------- | ------------------------------- | ------------------------------------------------------------ |
| –48 kg | Wakana Koga Japón             | Abiba Abuzhakynova · Kazajistán | Ganbaatar Narantsetseg Mongolia Lee Hye-Kyeong Corea del Sur |
| –52 kg | Diyora Keldiyorova Uzbekistán | Ai Shishime Japón               | Jung Ye-Rin Corea del Sur Bishrelt Jorloodoi Mongolia        |
| –57 kg | Momo Tamaoki Japón            | Cai Qi China                    | Lien Chen-Ling China Taipéi Nilufar Ermaganbetova Uzbekistán |
| –63 kg | Bold Ganjaich Mongolia        | Nami Nabekura Japón             | Kim Ji-Jeong Corea del Sur Tang Jing China                   |
| –70 kg | Yoko Ono Japón                | Gulnoza Matniyazova Uzbekistán  | Shojista Nazarova Uzbekistán Tserendulam Enjchimeg Mongolia  |
| –78 kg | Mami Umeki Japón              | Lee Jeong-Yun Corea del Sur     | Ma Zhenzhao · China · Aruna Dzhangueldina · Kazajistán       |
| +78 kg | Akira Sone Japón              | Xu Shiyan China                 | Su Xin China Kim Ha-Yun Corea del Sur                        |

## Medallero
| Núm. | País            | Oro | Plata | Bronce | Total |
| ---- | --------------- | --- | ----- | ------ | ----- |
| 1    | Japón           | 9   | 3     | 0      | 12    |
| 2    | Mongolia        | 2   | 0     | 5      | 7     |
| 3    | Uzbekistán      | 1   | 2     | 6      | 9     |
| 4    | Kazajistán      | 1   | 2     | 5      | 8     |
| 5    | Emiratos Árabes | 1   | 0     | 1      | 2     |
| 6    | Corea del Sur   | 0   | 2     | 4      | 6     |
| 7    | China           | 0   | 2     | 3      | 5     |
| 8    | Tayikistán      | 0   | 2     | 1      | 3     |
| 9    | Kirguistán      | 0   | 1     | 1      | 2     |
| 10   | China Taipéi    | 0   | 0     | 2      | 2     |
|      | TOTAL           | 14  | 14    | 28     | 56    |